# アルペンスキー (ゲーム)
『アルペンスキー』 (Alpine Ski) は、1982年にタイトーから発売された同名の競技を題材にしたスポーツゲームである。

## 概要
8方向レバー、1ボタン（加速）でプレイヤーを操作してゴールまでたどり着くタイムを競う。制限時間（変更可能、初期設定は2分00秒）を超過するとゲームオーバーになるが、一定の点数を取っていると制限時間が延長される（後述）。ステージクリアすると20秒増えるが、木や岩、他のスキーヤーに接触すると転倒し、10秒減る。
3ステージ構成となっている。
- ステージ1
  - 2つの木や岩の間を通過するとボーナス点。
- ステージ2
  - スキー競技の大回転のような要素のあるステージ。2本の旗の間を通過するとボーナス点。ただし、旗の上を通過すると減点される。
- ステージ3
  - スキージャンプのステージ。ジャンプ台でタイミング良くボタンを押すと遠くまで飛べる。距離に応じてボーナス点が加算される。

以降この繰り返し。
なお、本ゲームでは流れているBGMに、トニー・ザイラー主演の映画のタイトル名にもなっている主題歌『白銀は招くよ!』を、またゲームのオープニングのリフトに乗っている場面は、『スキーの歌』（林柳波作詞・橋本国彦作曲）を使用している。

## 時間延長
スコアが規定値（変更可能、初期設定は最初の延長が25,000点、2回目以降が12,000点）を超えると延長できる回数が増え、タイムが0になってもゲームは続行することが可能になる（事実上のエクステンド）。延長した場合、見かけ上は設定値（初期設定時2分00秒）に戻るが、延長する毎に時間の減り方が早くなる。

## 移植作品
| No. | タイトル                    | 発売日        | 対応機種                      | 開発元     | 発売元     | メディア                                   | 型式 | 売上本数 | 備考             |
| --- | --------------------------- | ------------- | ----------------------------- | ---------- | ---------- | ------------------------------------------ | ---- | -------- | ---------------- |
| 1   | タイトーメモリーズ 上巻     | 2005年7月28日 | PlayStation 2                 | タイトー   | タイトー   | DVD-ROM                                    | -    | -        | 収録ソフトの一つ |
| 2   | タイトーメモリーズ ポケット | 2006年1月15日 | PlayStation Portable          | タイトー   | タイトー   | UMD                                        | -    | -        | 収録ソフトの一つ |
| 3   | アルペンスキー              | 2019年5月30日 | PlayStation 4 Nintendo Switch | タイトー   | ハムスター | ダウンロード (アーケードアーカイブス)      | -    | -        |                  |
| 4   | タイトーマイルストーン      | 2022年2月24日 | Nintendo Switch               | ハムスター | タイトー   | Nintendo Switch用ゲームカード ダウンロード | -    | -        | 収録ソフトの一つ |